# 아카라이브
아카라이브(영어: Arcalive)는 파라과이의 IT기업이자 나무위키의 운영사인 Umanle S.R.L.에서 운영하는 커뮤니티 사이트로, 일명 '채널'이라고 불리는 게시판으로 이루어져 있다. 별도로 회원가입을 받지 않고 나무위키의 아이디를 이용했으나 2018년 10월 21일 아카라이브 자체 로그인으로 변경됐다. 원래 이름은 나무라이브였는데, 2020년 7월 디시인사이드발 마이너 갤러리 접근 제한 사태로 인하여 디시인사이드 유저들이 유입되면서 마이너타운으로 이름이 바뀌었다가 아카라이브로 이름이 다시 바뀌었다.

## 역사
Umanle S.R.L.의 나무위키 커뮤니티(가칭) 계획에 따라 신설되었다. 신설 당시에는 한국식 게시판 방식(글 작성시간 순 정렬)만을 지원했으나 2018년 8월 스레드 플로트형 게시판 방식도 지원한다. 채널은 신설 당시부터 Umanle S.R.L.에서 직접 관리했으나 2018년 7월 이용자가 직접 포인트를 소모하여 생성하는 사설 채널이 만들어지면서 크게 사설 채널과 공식 채널로 나뉜다. 그러나 2018년 8월 Umanle S.R.L.에서 공식 채널 경매를 진행해 공식 채널의 관리권한을 일반 이용자에게 넘겨주면서 Umanle S.R.L. 측에서는 공식 채널 관리를 중단했으며 공식 채널이라는 명칭을 사용하지 않을 것이라는 계획을 밝혔다. 이후, 규모가 큰 채널들이 채널로 지정되었다.

## 문화
공식적으로는 나무위키에서 파생된 커뮤니티 사이트라고 하지만, 디시인사이드의 마이너 갤러리 접근 제한 사태로 인해 갈 곳이 딱히 없어진 디시인사이드 유저들이 아카라이브로 많이 유입되었다. 

## 채널
디시인사이드의 갤러리와 비슷한 개념이다. 물론 많은 채널이 있는 만큼 각 채널의 문화 또한 다르다. 음란물을 게시하는 채널 또한 존재한다.
2018년 8월에 채널 만들기 기능이 추가되었다.